# Nomada aurantifascia
Nomada aurantifascia är en biart som beskrevs av Constance Margaret Eardley och Schwarz 1991. Nomada aurantifascia ingår i släktet gökbin, och familjen långtungebin. Inga underarter finns listade i Catalogue of Life.